# الیگاتورواران
الیگاتورواران (به لاتین: Alligatoroidea) یکی از سه بالاخانواده تمساح‌سانان است که دو بالاخانواده دیگر تمساح‌واران و تمساح‌واران پوزه‌باریک هستند. الیگاتورواران در دوره کرتاسه پسین تکامل یافتند و متشکل از الیگاتورها و کیمن‌ها و همچنین اعضای منقرض شده است که بیشتر از دو گروه دیگر با تمساح‌ها مرتبط هستند.